# Sãotoméparadismonark
Sãotoméparadismonark (Terpsiphone atrochalybeia) är en fågel i familjen monarker inom ordningen tättingar.

## Utbredning och systematik
Fågeln förekommer enbart på ön São Tomé i Guineabukten. Den behandlas som monotypisk, det vill säga att den inte delas in i några underarter.

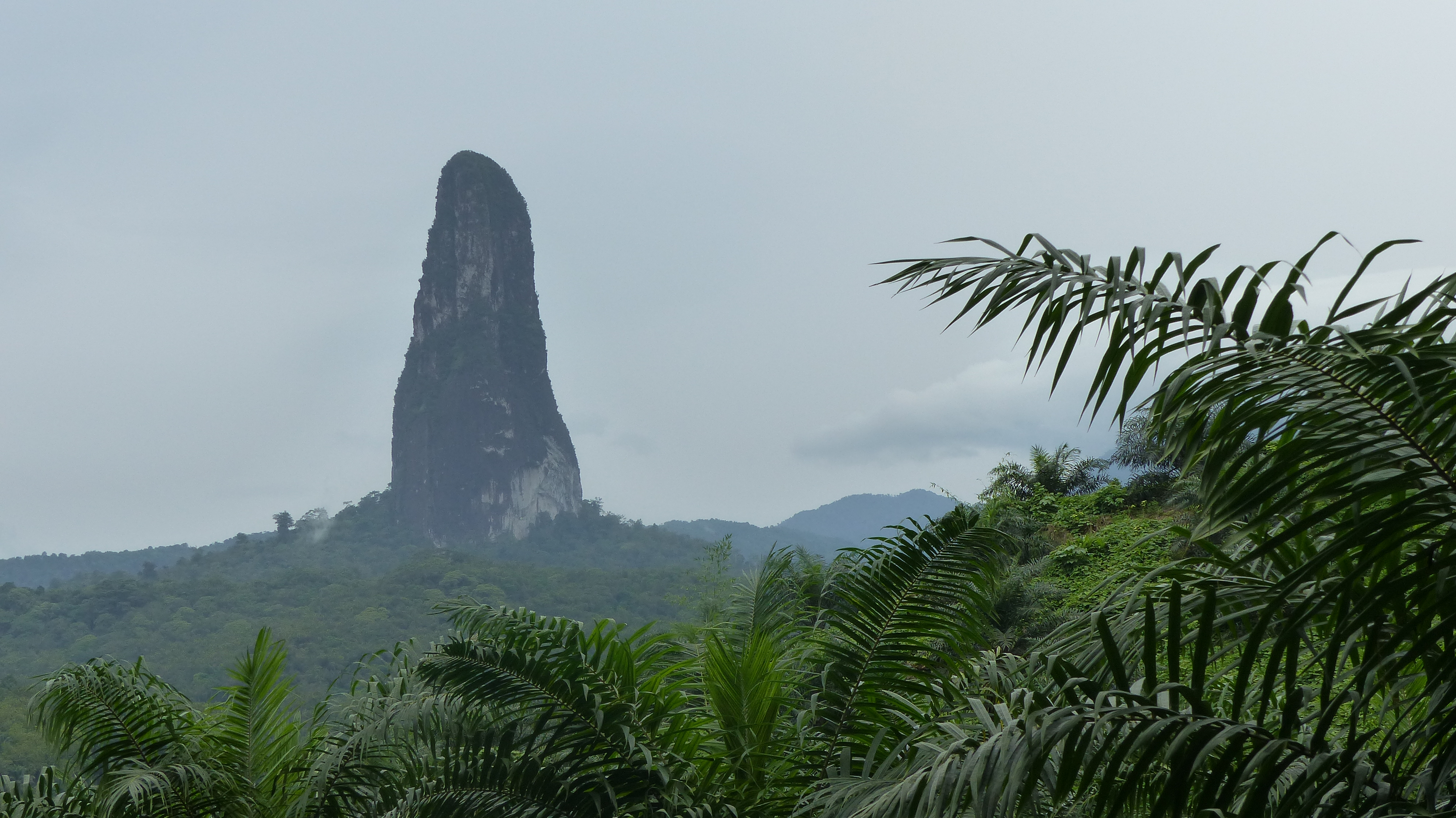
Fågeln förekommer endast på ön São Tomé i Guineabukten.

## Status
Arten har ett begränsat utbredningsområde, men beståndet anses vara stabilt. IUCN kategoriserar arten som livskraftig.